# Jacob Gagne

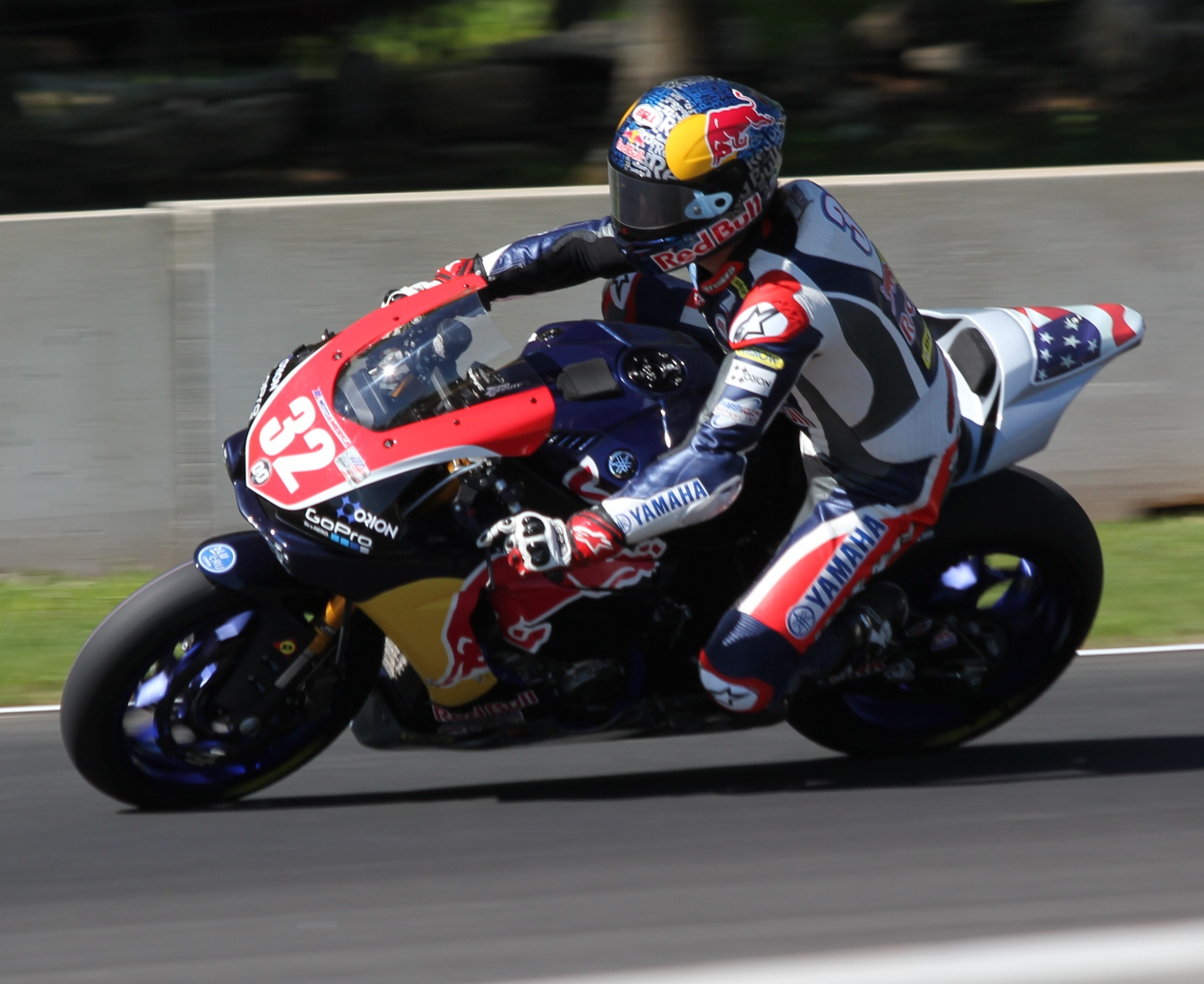
Jacob Gagne op Road America in 2015.

Jacob "Jake" Gagne (Ramona, Californië, 27 augustus 1993) is een Amerikaans motorcoureur. In 2010 werd hij kampioen in de FIM MotoGP Rookies Cup. In 2021 en 2022 won hij het Amerikaans kampioenschap superbike.

## Carrière
Gagne begon zijn motorsportcarrière in de Verenigde Staten. In 2008 nam hij deel aan de Amerikaanse Rookies Cup, waarin hij met 138 punten vierde werd. In 2009 maakte hij de overstap naar Europa, waar hij uitkwam in de FIM MotoGP Rookies Cup. Hij behaalde drie podiumplaatsen op het TT-Circuit Assen, de Sachsenring en het Automotodrom Brno en werd met 84 punten zesde in de eindstand. In 2010 bleef hij actief in deze klasse. Hij won vier races: twee op de Sachsenring en een op zowel Assen als Brno. Daarnaast behaalde hij op het Misano World Circuit ook een podiumplaats. Met 170 punten werd hij kampioen in de klasse. Dat jaar nam hij ook deel aan een aantal races van het Amerikaans kampioenschap Supersport West.
In 2011 stapte Gagne over naar het Spaanse Moto2-kampioenschap, waarin hij op een Honda reed. Zijn beste resultaat was een vijfde plaats in de seizoensopener op het Circuito Permanente de Jerez en hij werd met 18 punten zeventiende in het klassement. Dat jaar debuteerde hij ook in de Moto2-klasse van het wereldkampioenschap wegrace op een FTR tijdens de Grands Prix van Indianapolis en San Marino. In de eerste race nam hij deel als wildcardcoureur en eindigde hij op plaats 31, terwijl hij in de tweede race diende als invaller voor J.D. Beach en op plaats 28 finishte.
In 2012 keerde Gagne terug naar de Verenigde Staten om deel te nemen aan de Daytona Sportbike-klasse van het Amerikaans kampioenschap wegrace. Met 178 punten werd hij elfde in het klassement. In 2013 werd hij met 254 punten tweede achter de dominerende Cameron Beaubier, voordat hij in 2014 kampioen werd met 244 punten. In 2015 stapte hij over naar de Superstock 1000-klasse, waarin hij met dertien overwinningen en 344 punten ook kampioen werd.
In 2016 debuteerde Gagne in het Amerikaans kampioenschap superbike op een Yamaha. Hij behaalde een podiumplaats op Road Atlanta en werd met 84 punten vijfde in de eindstand. In 2017 stapte hij over naar een Honda, maar kwam hij niet verder dan drie vierde plaatsen: een op het Pittsburgh International Race Complex en twee op het New Jersey Motorsports Park. Met 117 punten zakte hij naar de elfde plaats in het kampioenschap. Dat jaar debuteerde hij ook in het wereldkampioenschap superbike in de races op Laguna Seca als vervanger van de enkele maanden eerder om het leven gekomen Nicky Hayden. Hij reed ook in de weekenden op Magny-Cours en Losail. Drie twaalfde plaatsen waren zijn beste klasseringen en hij eindigde met 14 punten op plaats 24 in het klassement.
In 2018 reed Gagne een volledig seizoen in het WK superbike voor het fabrieksteam van Honda. Hij behaalde zijn beste resultaten met twee negende plaatsen op Laguna Seca en Losail. Met 64 punten werd hij zeventiende in de eindstand. In 2019 keerde hij terug naar het Amerikaans kampioenschap superbike, waarin hij op een BMW reed. Een vierde plaats op Pittsburgh was zijn beste resultaat en hij werd met 131 punten achtste in het klassement. In 2020 keerde hij terug bij Yamaha. In twintig races behaalde hij elf podiumplaatsen, maar opvallend genoeg geen zeges. Desondanks werd hij met 301 punten tweede in de eindstand achter Beaubier.
In 2021 behaalde Gagne zeventien zeges uit twintig races in het Amerikaans kampioenschap superbike. Met 445 punten werd hij gekroond tot kampioen in de klasse. In 2022 won hij twaalf van de twintig races en werd hij met 376 punten opnieuw kampioen, alhoewel hij pas in de laatste race zeker was van de titel na een lange strijd met Danilo Petrucci. Vervolgens werd hij uitgenodigd door het WK superbike om terug te keren in de klasse als wildcardcoureur in het weekend op Portimão. Op een Yamaha behaalde hij een WK-punt met een vijftiende plaats in de derde en laatste race.